# کمدین (فیلم ۲۰۱۶)
کمدین (به انگلیسی: The Comedian) فیلمی محصول سال ۲۰۱۶ و به کارگردانی تیلور هاکفورد است. در این فیلم بازیگرانی همچون رابرت دنیرو، لزلی من، دنی دویتو، ادی فالکو، ورونیکا فرس، چارلز گرودین، کلوریس لیچمن، پتی لوپن، هاروی کایتل، هانیبال بورس، جیم نورتون، گیلبرت گوتفرید و بیلی کریستال ایفای نقش کرده‌اند.

## چکیده داستان
جکی برک کمدین مشهوری است. در حالی که می کوشد شخصیت نمایشی خود را بازسازی کند، تماشاگرانش تنها می خواهند او را در پیکره شخصیتی که زمانی در تلویزیون بازی می کرد، ببینند. او در طول یکی از نمایش هایش با خشونت به یکی از تماشاگران حمله می کند. جکی به بیگاری در خدمات اجتماعی از جمله  کار در آشپزخانه  تهیه سوپ محکوم می شود. در آنجا با هارمونی شیلتز آشنا می شود.

## تولید
در مقطعی امید می‌رفت که مارتین اسکورسیزی کارگردانی فیلم را بر عهده بگیرد، اما در نهایت مایک نیوول به عنوان کارگردان به پروژه پیوست. با این حال، چند ماه بعد تیلور هکفورد جایگزین او شد. جنیفر آنیستون نیز در ابتدا برای بازی در نقش هارمونی شیلتز در نظر گرفته شده بود، اما بعداً لزلی مان جایگزین وی شد.
تصویربرداری اصلی فیلم در ۲۱ فوریه ۲۰۱۶ در نیویورک سیتی آغاز شد و در سایر لوکیشن‌ها از جمله منهتن، لویت‌تاون، ایست میدو و مینئولا ادامه یافت.